# Peter Kearns
Peter Vincent Kearns (26. marts 1937 – 6. juli 2014) var en engelsk fodboldspiller, der scorede 83 mål i 296 kampe i the Football League, hvor han spillede for Plymouth Argyle, Aldershot og Lincoln City. Han spillede som angriber. Han spillede desuden for Wellingborough Town og Corby Town.